# Scheurebe

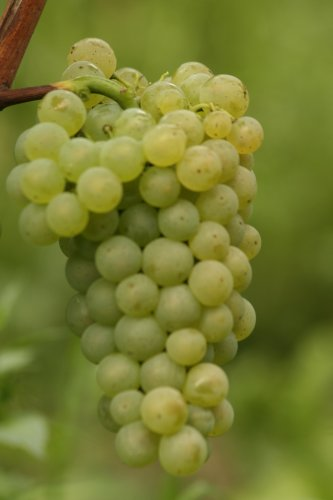
Racimo de scheurebe.

La scheurebe o sämling 88 es una variedad de uva blanca. Crece sobre todo en Alemania y Austria, donde es llamada a menudo sämling 88 (en español "sin semillas 88") y en algunas partes del Nuevo Mundo. Las vides de scheurebe son muy aromáticas y la variedad suele usarse para vinos dulces, aunque los vinos secos de scheurebe se han hecho más comunes en Alemania.

## Historia y parentesco
La scheurebe fue creada por el viticultor alemán Dr. Georg Scheu (1879–1949) en 1916, cuando estaba trabajando como director del instituto de engendramiento de uvas de Alzey, Rheinhessen. Lo hizo cruzando la riesling con una variedad desconocida. Según el engendrador de uvas Helmut Becker, Scheu se propuso crear una versión superior de la silvaner, con más aroma y una mayor resistencia a la helada y a la clorosis. Se creyó ampliamente que fue un cruce silvaner x riesling y el análisis del ADN a finales de la década de 1990 demostró la silvaner y la riesling eran los padres. Se sabe que Scheu estaba trabajando con vides silvestres, por lo que es posible que se perdiese la identificación del cruce.
El término alemán sämling (en español "sin semillas") y el número 88 definen una propiedad de la uva y su número de serie. Fue llamada scheu en honor de su creador en 1945. El sufijo rebe significa uva en alemán. La scheurebe recibió protección como variedad y fue lanzada para su cultivo general en Alemania en 1956, después de la muerte de Scheu.

## Vinos
Cuando se produce el vino con uvas completamente maduras, están dominados por ricos aromas a grosella negra y toronja. Los vinos secos de scheurebe bien elaborados pueden tenen bastante cuerpo, pero los vinos secos elaborados a partir de uvas no completamente maduras tienden a estar dominados por un sabor a pomelo y a presentar características fuertes poco atractivas. La scheureb, por lo tanto, tiende a ser fácil de cultivar y a usarse para vinos dulces con las uvas sobre-maduras o con podredumbre noble. Los ejemplares bien realizados de scheureb pueden mostrar intesos aromas a naranja roja y a miel.
Se ha señalado que la scheurebe conserva unas pocas características de la riesling, aunque es menos ácida y tiende a ser más tosca. El vino de scheurebe, al igual que el de riesling, tiende a mostrar características diferentes en función del terruño donde se plante. Se ha dicho que es la única variedad de nuevo engendramiento de Alemania con vinos que han recabado gran atención por su calidad.

## Regiones

### Alemania
En 2019 había 1412 ha de scheurebe en Alemania, lo que suponía un 1,5% del total de la superficie de viñedos.. Las plantaciones de esta variedad son más comunes en las regiones vinícolas del Palatinado, Rheinhessen y Nahe. El área de cultivo de esta variedad tiene una tendencia decreciente, al igual que el resto de uvas alemanas de "nuevo engendramiento" desde la década de 1980. Que la superficie de scheurebe siga disminuyendo a pesar de ser apreciada internacionalmente puede deberse a que los vinos de scheurebe suelen ser dulces y ha habido un gran movimiento en algunas regiones alemanas donde está esta variedad hacia los vinos secos. Aunque el total de las plantaciones alemanas de scheurebe ha disminuido, algunas de las principales fincas del Palatinado han reintroducido pequeñas cantidades de scheurebe en sus viñedos desde mediados de la década de 1990.

### Austria
En Austria, la variedad se encuentra sobre todo en Burgenland y en Estiria, pero la cantidad total de scheurebe cultivada es mucho menor que en Alemania. No obstante, es usado para hacer vinos dulces muy valorados, Los vinos conocidos como trockenbeerenauslese y los del entorno del lago Neusiedl son muy concentrados y están realizados con uvas afectadas por la podredumbre noble. Entre los productores está Alois Kracher.

### Otras localizaciones
Hay algunos cultivos de scheurebe en California y Oregón, así como en Australia Occidental. Rencientemente ha sido introducido en Suiza, donde está siendo cultivada por un puñado de viticultores en Ginebra.

## Sinónimos
Entre los sinónimos de scheurebe están alzey s. 88, dr. wagnerrebe, S 88, sämling, sämling 88, scheu, scheu 88 y sheu riesling.